# 2014 Василевскіс
2014 Василевскіс (2014 Vasilevskis) — астероїд головного поясу, відкритий 2 травня 1973 року.
Тіссеранів параметр щодо Юпітера — 3,378.